# Giro del Delfinato 1997
Il Giro del Delfinato 1997, quarantanovesima edizione della corsa, si svolse dall'8 al 15 giugno su un percorso di 1186 km ripartiti in 7 tappe più un cronoprologo, con partenza da Grenoble e arrivo a Chambéry. Fu vinto dal tedesco Udo Bölts della Deutsche Telekom davanti allo spagnolo Abraham Olano e al francese Jean-Cyril Robin.

## Tappe
| Tappa  | Data      | Percorso                                    | km   | Vincitore di tappa     | Leader cl. generale |
| ------ | --------- | ------------------------------------------- | ---- | ---------------------- | ------------------- |
| Prol.  | 8 giugno  | Grenoble > Grenoble (cron. individuale)     | 5,1  | Chris Boardman         | Chris Boardman      |
| 1ª     | 9 giugno  | Grenoble > Villeurbanne                     | 167  | Džamolidin Abdužaparov | Chris Boardman      |
| 2ª     | 10 giugno | Champagne-au-Mont d'Or > Le Puy-en-Velay    | 217  | Vjačeslav Ekimov       | Vjačeslav Ekimov    |
| 3ª     | 11 giugno | Le Puy-en-Velay > Beaumes-de-Venise         | 214  | Džamolidin Abdužaparov | Vjačeslav Ekimov    |
| 4ª     | 12 giugno | Bédarrides > Bédarrides (cron. individuale) | 45   | Vjačeslav Ekimov       | Vjačeslav Ekimov    |
| 5ª     | 13 giugno | Cavaillon > Digne-les-Bains                 | 169  | Jens Heppner           | Vjačeslav Ekimov    |
| 6ª     | 14 giugno | Digne-les-Bains > Briançon                  | 187  | Abraham Olano          | Abraham Olano       |
| 7ª     | 15 giugno | Briançon > Chambéry                         | 182  | Andrej Teterjuk        | Udo Bölts           |
| Totale | Totale    | Totale                                      | 1186 |                        |                     |

## Dettagli delle tappe

### Prologo
- 8 giugno: Grenoble > Grenoble (cron. individuale) – 5,1 km

| Pos. | Corridore        | Squadra   | Tempo |
| ---- | ---------------- | --------- | ----- |
| 1    | Chris Boardman   | Gan       | 5'50" |
| 2    | Alex Zülle       | ONCE      | a 3"  |
| 3    | Vjačeslav Ekimov | US Postal | s.t.  |

| Pos. | Corridore        | Squadra   | Tempo |
| ---- | ---------------- | --------- | ----- |
| 1    | Chris Boardman   | Gan       | 5'50" |
| 2    | Alex Zülle       | ONCE      | a 3"  |
| 3    | Vjačeslav Ekimov | US Postal | s.t.  |

### 1ª tappa
- 9 giugno: Grenoble > Villeurbanne – 167 km

| Pos. | Corridore              | Squadra | Tempo    |
| ---- | ---------------------- | ------- | -------- |
| 1    | Džamolidin Abdužaparov | Lotto   | 4h15'57" |
| 2    | Giovanni Lombardi      | Telekom | s.t.     |
| 3    | Frédéric Moncassin     | Gan     | s.t.     |

| Pos. | Corridore        | Squadra   | Tempo    |
| ---- | ---------------- | --------- | -------- |
| 1    | Chris Boardman   | Gan       | 4h21'47" |
| 2    | Alex Zülle       | ONCE      | a 3"     |
| 3    | Vjačeslav Ekimov | US Postal | s.t.     |

### 2ª tappa
- 10 giugno: Champagne-au-Mont d'Or > Le Puy-en-Velay – 217 km

| Pos. | Corridore        | Squadra       | Tempo    |
| ---- | ---------------- | ------------- | -------- |
| 1    | Vjačeslav Ekimov | US Postal     | 6h13'22" |
| 2    | Pascal Chanteur  | Casino        | s.t.     |
| 3    | Richard Virenque | Festina-Lotus | s.t.     |

| Pos. | Corridore        | Squadra   | Tempo     |
| ---- | ---------------- | --------- | --------- |
| 1    | Vjačeslav Ekimov | US Postal | 10h35'02" |
| 2    | Alex Zülle       | ONCE      | a 10"     |
| 3    | Abraham Olano    | Banesto   | a 13"     |

### 3ª tappa
- 11 giugno: Le Puy-en-Velay > Beaumes-de-Venise – 214 km

| Pos. | Corridore              | Squadra | Tempo    |
| ---- | ---------------------- | ------- | -------- |
| 1    | Džamolidin Abdužaparov | Lotto   | 5h28'08" |
| 2    | Giovanni Lombardi      | Telekom | s.t.     |
| 3    | Damien Nazon           | FDJ     | s.t.     |

| Pos. | Corridore        | Squadra   | Tempo     |
| ---- | ---------------- | --------- | --------- |
| 1    | Vjačeslav Ekimov | US Postal | 16h03'08" |
| 2    | Alex Zülle       | ONCE      | a 12"     |
| 3    | Abraham Olano    | Banesto   | a 15"     |

### 4ª tappa
- 12 giugno: Bédarrides > Bédarrides (cron. individuale) – 45 km

| Pos. | Corridore        | Squadra    | Tempo   |
| ---- | ---------------- | ---------- | ------- |
| 1    | Vjačeslav Ekimov | US Postal  | 53'02"  |
| 2    | Abraham Olano    | Banesto    | a 33"   |
| 3    | Roland Meier     | Post Swiss | a 1'26" |

| Pos. | Corridore        | Squadra    | Tempo     |
| ---- | ---------------- | ---------- | --------- |
| 1    | Vjačeslav Ekimov | US Postal  | 16h56'10" |
| 2    | Abraham Olano    | Banesto    | a 49"     |
| 3    | Roland Meier     | Post Swiss | a 1'49"   |

### 5ª tappa
- 13 giugno: Cavaillon > Digne-les-Bains – 169 km

| Pos. | Corridore                | Squadra       | Tempo    |
| ---- | ------------------------ | ------------- | -------- |
| 1    | Jens Heppner             | Telekom       | 4h06'17" |
| 2    | Javier Pascual Rodríguez | Kelme         | a 50"    |
| 3    | Christophe Moreau        | Festina-Lotus | a 1'14"  |

| Pos. | Corridore        | Squadra    | Tempo     |
| ---- | ---------------- | ---------- | --------- |
| 1    | Vjačeslav Ekimov | US Postal  | 21h03'41" |
| 2    | Abraham Olano    | Banesto    | a 49"     |
| 3    | Roland Meier     | Post Swiss | a 1'49"   |

### 6ª tappa
- 14 giugno: Digne-les-Bains > Briançon – 187 km

| Pos. | Corridore        | Squadra   | Tempo    |
| ---- | ---------------- | --------- | -------- |
| 1    | Abraham Olano    | Banesto   | 5h07'07" |
| 2    | Udo Bölts        | Telekom   | a 1"     |
| 3    | Jean-Cyril Robin | US Postal | a 5"     |

| Pos. | Corridore        | Squadra   | Tempo     |
| ---- | ---------------- | --------- | --------- |
| 1    | Abraham Olano    | Banesto   | 26h11'27" |
| 2    | Udo Bölts        | Telekom   | a 1'09"   |
| 3    | Jean-Cyril Robin | US Postal | a 1'42"   |

### 7ª tappa
- 15 giugno: Briançon > Chambéry – 182 km

| Pos. | Corridore       | Squadra | Tempo    |
| ---- | --------------- | ------- | -------- |
| 1    | Andrej Teterjuk | Lotto   | 4h36'09" |
| 2    | Davide Rebellin | FDJ     | a 43"    |
| 3    | François Simon  | Gan     | s.t.     |

| Pos. | Corridore        | Squadra   | Tempo     |
| ---- | ---------------- | --------- | --------- |
| 1    | Udo Bölts        | Telekom   | 30h49'58" |
| 2    | Abraham Olano    | Banesto   | a 13"     |
| 3    | Jean-Cyril Robin | US Postal | a 1'42"   |

## Classifiche finali

### Classifica generale
| Pos. | Corridore         | Squadra                 | Tempo     |
| ---- | ----------------- | ----------------------- | --------- |
| 1    | Udo Bölts         | Team Deutsche Telekom   | 30h49'58" |
| 2    | Abraham Olano     | Banesto                 | a 13"     |
| 3    | Jean-Cyril Robin  | US Postal Service       | a 1'42"   |
| 4    | Michael Boogerd   | Rabobank                | a 2'00"   |
| 5    | Andrej Teterjuk   | Lotto-Mobistar-Isoglass | a 4'09"   |
| 6    | François Simon    | Gan                     | a 4'12"   |
| 7    | Christophe Moreau | Festina-Lotus           | a 4'17"   |
| 8    | Vjačeslav Ekimov  | US Postal Service       | a 5'03"   |
| 9    | Mikel Zarrabeitia | ONCE                    | a 6'26"   |
| 10   | Manuel Beltrán    | Banesto                 | a 7'58"   |